# Cyclodictyon bicolor
Cyclodictyon bicolor är en bladmossart som beskrevs av Carl Ernst Otto Kuntze 1891. Cyclodictyon bicolor ingår i släktet Cyclodictyon och familjen Hookeriaceae. Inga underarter finns listade i Catalogue of Life.